# Pausànies d'Atenes
|  | No s'ha de confondre amb Pausànies. |

Pausànies (Παυσανίας; fl. ca. 420 aC) fou un antic atenenc de la deme de Kerameis, amant del poeta Agàton.
Encara que al Simposi de Plató se li dona una part important de discurs, se'n coneix ben poc. Les anècdotes antiques tendeixen a mencionar només la seva relació amb Agàton i no donen cap informació sobre els seus assoliments personals. Al voltant del 407 aC va abandonar Atenes per anar a la cort del rei macedoni Arquelau I.
Pausànies apareix breument en dos altres diàlegs socràtics: Protàgoras, de Plató, i Simposi, de Xenofont. També és mencionat en el Llibre V del Deipnosophistae d'Ateneu, i al Llibre II de la Varia Historia de Claudi Elià.